# Australian Journal of Physics
Das Australian Journal of Physics war eine wissenschaftliche Fachzeitschrift über Physik, die von 1953 bis 2001 erschien. Sie wurde von der Commonwealth Scientific and Industrial Research Organisation in Australien publiziert, die Artikel waren einem Peer Review unterworfen.
Auf die Artikel der Zeitschrift kann über ein digitales Archiv frei zugegriffen werden.
Einer der am meisten zitierten Artikel des Journals (mit Bedeutung außerhalb der Radioastronomie) war:
- Ronald N. Bracewell: Strip Integration in Radio Astronomy. In: Australian Journal of Physics. 9. Jahrgang, 1956, S. 198–217, doi:10.1071/PH560198, bibcode:1956AuJPh...9..198B.

in dem das Zentralschnitt-Theorem präsentiert wurde, welches breite Anwendung in der medizinischen Bildgebung findet.